# 김보연
김보연(金甫娟, 본명: 김윤주, 1957년 12월 31일~)은 대한민국의 배우이다.

## 생애
안양예술고등학교 재학 당시 교장의 추천으로 배우가 되었다. 1974년 영화 《애정이 꽃피는 계절》에서 주인공 남진의 동생 역으로 데뷔한 후, 1975년 MBC 청소년 드라마 《제3교실》로 브라운관에 데뷔하였다. 1976년 MBC 제8기 공채 탤런트로 입문해 영화 《어머니와 아들》로 주목받았고, 그 해 영화 《진짜진짜 미안해》에서 여주인공의 친구 역으로 출연해 하이틴 스타로도 급부상했다. 1978년 작가 김수현이 쓴 MBC 인기 드라마 《당신》에서 뇌종양을 앓는 여고생 역을 맡아 안방극장에서도 스타덤에 올랐다. 그리고 이 드라마에서 노래하는 장면을 본 레코드사에서 가수로 데뷔할 것을 권유하자 가수로 전격 데뷔하였으며, 박춘석이 작곡한 노래 〈사춘기〉가 엄청난 인기를 끌면서 가요톱텐에서 5주 연속 1위를 했다. 또한 같은 해 MBC 주간 연속극 《막내며느리》에서 처음으로 성인역이자 주역을 맡았다.
1983년 서울국제가요제에서 쟁쟁한 가수들을 물리치고 4집 수록곡 《사랑은 생명의 꽃》으로 금상을 수상했다. 주로 드라마나 하이틴 영화에서 교복 입은 여고생역으로 인기를 끌다가 1982년 배창호가 감독한 영화 데뷔작 《꼬방동네 사람들》에서 빈민촌에 사는 한 많은 여인 '검은 장갑'역을 맡아 연기 인생에서 분수령을 맞는다. 혼신을 다해 연기한 덕분에 그해 대종상영화제에서 김영애, 김혜자를 제치고 여우주연상을 받으면서 극찬을 받았다.
1987년 유학에서 돌아와 활동을 재개하였고 1988년 결혼하여 두 딸을 낳았다. 1997년 아이들의 교육 문제로 미국에 머물며 같은 해 방영된 SBS 드라마 《이웃집 여자》를 끝으로 연예계 활동을 접었다가 2001년 SBS 드라마 《화려한 시절》, 《이 부부가 사는 법》으로 복귀하였다. 10살 연하인 배우 전노민과 MBC 드라마 《성녀와 마녀》에 함께 출연한 것을 계기로 2004년 재혼하였다. 2012년 3월에 이혼했다.

## 학력
- 안양영화예술고등학교 연극영화과 (졸업)
- 투스큘럼 칼리지 무대디자인과 (졸업)

## 경력
- 2002년 대한정형외과학회 관절염 명예홍보대사
- 2007년 장애인문화예술진흥개발원 홍보이사
- 2009년 세진주조 대표이사
- 2011년 종로세무서 일일명예민원봉사실장
- 2017년 제1회 한중국제영화제 집행위원장
- 2018년 제2회 한중국제영화제 집행위원장

## 연기 활동

### 영화
- 1974년 《애정이 꽃피는 계절》 ... 남영진의 여동생 역
- 1976년 《어머니와 아들》
- 1976년 《진짜 진짜 잊지마》
- 1976년 《진짜 진짜 미안해》
- 1977년 《여고 얄개》 ... 신애 역
- 1977년 《사랑의 계절》
- 1978년 《우리들의 고교시대》
- 1978년 《제갈맹순이》 ... 맹순이 역
- 1979년 《꽃밭에 나비》 ... 장미 역
- 1979년 《목마 위의 여자》 ... 수경 역
- 1979년 《말띠 며느리》
- 1980년 《바람 불어 좋은 날》 ... 미스 유 역
- 1980년 《달려라 풍선》 ... 달숙 역
- 1980년 《땅울림》
- 1980년 《여자의 이 아픔을》 ... 윤희 역
- 1982년 《대학 얄개》
- 1982년 《꼬방동네 사람들》 ... 명숙 역
- 1983년 《오마담의 외출》 ... 오가희 역
- 1987년 《안녕하세요 하나님》 ... 춘자 역
- 1988년 《여자 세상》 ... 유나영 역
- 1988년 《여자가 숨는 숲》 ... 수희 역
- 1990년 《나의 사랑 나의 신부》 ... 미스 최 역
- 1990년 《마유미》 ... 김순희 역
- 1991년 《경마장 가는 길》 ... R의 아내 역
- 1991년 《은마는 오지 않는다》 ... 용녀 역
- 1994년 《젊은 남자》 ... 손 실장 역
- 1994년 《무거운 새》 ... 영애 역
- 1995년 《개같은 날의 오후》 ... 은주 엄마, 박순자 역
- 1995년 《천재 선언》 ... 설희 역
- 1997년 《스커트 속의 드라마》
- 2004년 《늑대의 유혹》 ... 엄마 역
- 2004년 《그 놈은 멋있었다》 ... 예원 모 역(특별출연)
- 2004년 《하류인생》 ... 목소리 출연
- 2005년 《형사 Duelist》 ... 장옷 여인 역(특별출연)
- 2006년 《원탁의 천사》 ... 원탁 모, 영규 처 역
- 2009년 《불신지옥》 ... 희진/소진 자매의 모 역
- 2010년 《구르믈 버서난 달처럼》 ... 기생 어멈 역(우정출연)
- 2010년 《요쿠르트 아줌마》 ... 영선 역
- 2011년 《모비딕》 ... 조 부장 역
- 2011년 《적과의 동침》 ... 월선 역(특별출연)
- 2011년 《써니》 ... 과거사진 역(특별출연)
- 2012년 《나의 PS 파트너》 ... 윤정 모 역(특별출연)
- 2015년 《워킹걸》 ... 윤관순 역
- 2019년 《어린 의뢰인》 ... 판사 역(특별출연)
- 2022년 《감동주의보》 ... 광태어머니 역(특별출연)

### 드라마
- 1975년 MBC 청소년드라마 《제3교실》
- 1976년 MBC 일일연속극 《들장미》 ... 막내딸 역
- 1977년 MBC 일일연속극 《당신》 ... 영화 역
- 1978년 MBC 금요연속극 《막내 며느리》 ... 종갓집 막내며느리 명희 역
- 1979년 MBC 주간단막극 《사랑의 계절》
- 1979년 MBC 주간연속극 《엄마, 아빠 좋아》
- 1980년 MBC 주말연속극 《종점》
- 1980년 MBC 청춘드라마 《청춘의 초상》
- 1981년 MBC 아침연속극 《포옹》
- 1981년 MBC 일일연속극 《새아씨》
- 1981년 MBC 추석특집극 《칼과 이슬》 ... 설화 역
- 1982년 MBC 대하드라마 《여인열전 - 서궁마마》 ... 김개시 역
- 1982년 MBC 수요드라마 《나라야》 ... 월남여성 람 역
- 1983년 MBC 미니시리즈 《거부실록 - 무역왕 최봉준》
- 1983년 MBC 주간연속극 《다녀왔읍니다》... 맏딸 만숙 역
- 1989년 MBC 창사특집극 《타오르는 강》 ... 쌀분 역
- 1990년 MBC 미니시리즈 《어둔 하늘 어둔 새》 ... 홍이숙 역
- 1991년 MBC 수목드라마 《까치 며느리》 ... 수정 역
- 1991년 KBS2 미니시리즈 《물의 나라》 ... 송미란 역
- 1992년 SBS 미니시리즈 《작은 도시》
- 1992년 MBC 일일연속극 《두 자매》 ... 정선주 역
- 1992년 MBC 미니시리즈 《두 여자》 ... 김영혜 역
- 1994년 MBC 아침드라마 《큰 언니》 ... 하란
- 1994년 MBC 미니시리즈 《아담의 도시》 ... 김순옥 역
- 1995년 MBC 3.1절특집극 《노래만들기》
- 1995년 MBC 주간연속극 《두 아빠》
- 1995년 MBC 미니시리즈 《제4공화국》 ... 서교동 민 마담 역
- 1996년 SBS 수목드라마 《형제의 강》 ... 서옥님 역
- 1996년 MBC 미니시리즈 《이혼하지 않는 이유》
- 1996년 MBC 일일시트콤 《남자 셋 여자 셋》
- 1996년 SBS 일일연속극 《자전거를 타는 여자》 ... 허난수 역
- 1996년 KBS2 미니시리즈 《엄마는 출장중》 ... 오현주 역
- 1997년 SBS 월요드라마 《재동이》 ... 비디오가게 주인 양말순 역
- 1997년 SBS 주말극장 《이웃집 여자》 ... 박노순 역
- 2001년 SBS 일일연속극 《이 부부가 사는 법》 ... 박금자 역
- 2001년 SBS 주말극장 《화려한 시절》 ... 민주 모 역
- 2002년 SBS 아침연속극 《얼음꽃》 ... 유재분 역
- 2003년 MBC 설날특집극 《순덕이》 ... 한명진 역
- 2003년 MBC 아침드라마 《성녀와 마녀》 ... 배 여사 역
- 2003년 SBS 미니시리즈 《천년지애》 ... 지에꼬 역
- 2004년 SBS 미니시리즈 《섬마을 선생님》 ... 외숙모 역
- 2004년 KBS2 주말연속극 《부모님전상서》 ... 안금주 역
- 2006년 SBS 미니시리즈 《눈꽃》 ... 최정선 역
- 2006년 MBC 일일연속극 《얼마나 좋길래》 ... 신귀녀 역
- 2006년 KBS2 미니시리즈 《황진이》 ... 매향 역
- 2006년 SBS 미니시리즈 《스마일 어게인》 ... 정예분 역
- 2007년 KBS2 주말연속극 《며느리 전성시대》 ... 윤인경 역
- 2007년 SBS 주말연속극 《조강지처 클럽》 ... 화신 계모 역(특별출연)
- 2008년 KBS2 미니시리즈 《연애결혼》 ... 강현 모 역
- 2008년 SBS 창사특집극 《압록강은 흐른다》 ... 선 여인 역
- 2009년 KBS2 미니시리즈 《미워도 다시 한 번 2009》 ... (우정출연)
- 2010년 MBC 일일연속극 《황금물고기》 ... 이세린 역
- 2010년 SBS Plus 트렌디드라마 《키스 앤 더 시티》
- 2011년 SBS 주말연속극 《신기생뎐》 ... 오화란 역
- 2011년 MBC 일일연속극 《불굴의 며느리》 ... 차혜자 역
- 2011년 MBC 아침드라마 《위험한 여자》 ... 윤도희 역
- 2012년 MBC 주말연속극 《신들의 만찬》 ... 백설희 역
- 2012년 SBS 미니시리즈 《드라마의 제왕》 ... 조영은 역(특별출연)
- 2013년 JTBC 주말연속극 《무자식 상팔자》 ... 영현 모 역(특별출연)
- 2013년 MBC 주말연속극 《백년의 유산》 ... 김명순 역(특별출연)
- 2013년 MBC 일일연속극 《오로라 공주》 ... 황시몽 역
- 2013년 KBS2 미니시리즈 《예쁜 남자》 ... 나홍란 역
- 2014년 MBC 미니시리즈 《미스터 백》 ... 박에스더 역
- 2015년 MBC 일일연속극 《불굴의 차여사》 ... 차미란 역
- 2015년 OCN 주말드라마 《아름다운 나의신부》 ... 문인숙 역(특별출연)
- 2015년 KBS2 미니시리즈 《별난 며느리》 ... 장미희 역
- 2016년 MBC 월화드라마 《몬스터》 ... 황귀자 역
- 2016년 MBC 수목드라마 《쇼핑왕 루이》 ... 신영애 역
- 2017년 MBC 주말드라마 《당신은 너무합니다》 ... 백미숙 역
- 2018년 JTBC 금토드라마 《미스티》 ... 강태욱의 어머니 역
- 2020년 KBS2 주말연속극 《한 번 다녀왔습니다》 ... 최윤정 역
- 2020년 tvN 월화드라마 《반의 반》 ... 문정남 역
- 2020년 TV조선 토일드라마 《바람과 구름과 비》 ... 신정왕후 역 - 조 대비
- 2021년 TV조선 토일드라마 《결혼작사 이혼작곡》 ... 김동미 역
- 2021년 TV조선 토일드라마 《결혼작사 이혼작곡 2》 ... 김동미 역
- 2021년 JTBC 수목드라마 《너를 닮은 사람》 ... 박영선 역
- 2022년 KBS2 수목드라마 《징크스의 연인》 ... 은옥진 역

### 연극
- 《뜻대로 하세요》(1980년)

## 방송
- KBS 《9시에 만납시다》
- TBS 라디오 《9595쇼》
- KBS 《가요산책》
- SBS 《주부만세》
- SBS 《시선집중, 오늘》
- MBC 《우정의 무대》
- SBS 《불타는 청춘》
- MBC 《황금어장 라디오스타》

## 광고
- 1976년 럭키 젤라비누, 유니나샴푸
- 1978년 빙그레 포미콘
- 2009년 아모레퍼시픽 아이오페 리뉴잉 스킨 필러
- 2020년 라이나생명보험 더든든한 간병비 치매보험

## 앨범
- 1978년 1집 《김보연 골든 앨범 (사춘기)》
- 1979년 《캐롤송 특집》
- 1979년 2집 《골든 히트 (생각)》
- 1980년 3집 《골든 3 (네가 좋아)》
- 1982년 4집 《김보연 '82 (사랑했단 말 대신)》
- 1983년 《'83서울국제가요제 금상 수상기념 (사랑은 생명의 꽃)》

## 수상 및 후보
| 연고   | 시상식       | 부문                      | 작품               | 결과 |
| 1977년 | MBC 연기대상 | 탤런트 부문 신인상        | 당신               | 수상 |
| ------ | ------------ | ------------------------- | ------------------ | ---- |
| 2005년 | KBS 연기대상 | 여자 부문 조연상          | 부모님 전상서      | 후보 |
| 2010년 | MBC 연기대상 | 연속극 부문 황금 연기상   | 황금 물고기        | 수상 |
| 2012년 | MBC 연기대상 | 특별기획 부문 우수 연기상 | 신들의 만찬        | 후보 |
| 2013년 | MBC 연기대상 | 여자부문 황금연기상       | 오로라 공주        | 수상 |
| 2016년 | MBC 연기대상 | 특별기획 부문 황금 연기상 | 몬스터             | 후보 |
| 2017년 | MBC 연기대상 | 주말극 부문 황금 연기상   | 당신은 너무 합니다 | 후보 |

- 1977년 MBC 연기대상 탤런트부문 신인상 《당신》
- 1978년 제17회 대종상영화제 신인상 《제갈맹순이》
- 1978년 제14회 백상예술대상 TV부문 여자신인연기상 《당신》
- 1982년 제21회 대종상영화제 여우주연상 《꼬방동네 사람들》
- 1983년 제6회 MBC 서울국제가요제 금상《사랑은 생명의 꽃》
- 1991년 제12회 청룡영화상 여우조연상 《은마는 오지 않는다》
- 1991년 제2회 춘사대상영화제 여우조연상 《은마는 오지 않는다》
- 1992년 제3회 춘사대상영화제 여자우수연기상 《경마장 가는 길》
- 1995년 제6회 춘사대상영화제 여자우수연기상 《개같은 날의 오후》
- 2009년 제18회 부일영화상 여우조연상 《불신지옥》
- 2009년 제32회 황금촬영상 시상식 인기여우상 《불신지옥》
- 2010년 MBC 연기대상 연속극 부문 황금연기상 《황금물고기》
- 2013년 MBC 연기대상 여자황금연기상 《오로라 공주》